# エンフォーサー
エンフォーサー（Enforcer）は、スウェーデン・アルヴィカ出身のヘヴィメタル・バンド。
2000年代末からNWOBHMと呼ばれる音楽性を持ち、1980年代に英国を中心に起こったNWOBHMを起源とするヘヴィメタル・バンドに強い影響を受けている。
上記の要素に加え、エキサイターやアンヴィル、初期のメタリカを思わせるオロフ・ヴィクストランドのハイトーン・ボーカル、叙情性を含んだツイン・リード・ギター、パワーとスピードメタルの疾走感溢れるサウンドが特徴である。

## 来歴
2004年にオロフ・ヴィクストランドのソロ・プロジェクトとして立ち上げられる。一人で全パートを録音し、デモ『Evil Attacker』をネットに公開した。アメリカのレーベル、ヘヴィ・アーティレリーからコンタクトがあった。デモの2曲が同レーベルのコンピレーション『Speed Kills...Again』に収録された。
オロフは、エンフォーサーをバンド体制へと変化させ、オロフ（ボーカル、ギター）に加えて、弟のヨナス・ヴィクストランド（ドラム）、アダム・ゾーシュ（ベース）が加入し、3人組となった。しかし短期間で、オロフがボーカルに専念するため、アダムがギター、ヨナスがベースに転向し、ヤコブ・リュングベリ（ドラム）がバンドに参加し4人体制となる。しかし、ヤコブはごく短期間で脱退し、ヨナスはドラムスに再転向し、ヨセフ・トール（ベース）が加入した。バンドは2007年末から2008年初頭にかけ、スウェーデン、ノルウェー、ドイツ、フランス、ベルギー、オランダ、イギリスなどヨーロッパ各地をツアーしている。2008年3月、デビュー・アルバムの製作を開始。同年11月、ファースト・アルバム『イントゥ・ザ・ナイト』をリリースした。
アルバム発表後、ライブ・サウンドの強化を図るべくヨセフがギターに転向。新たにトビアス・リンドクヴィスト（ベース）が加入、ツイン・リード・ギター編成となった。2009年2月からヨーロッパ・ツアー、8月から9月にかけてアメリカ・ツアーを行った。
2010年2月、セカンド・アルバム『ダイアモンズ』を発表。同アルバムはイギリスのイヤーエイク・レコードからリリースされた。

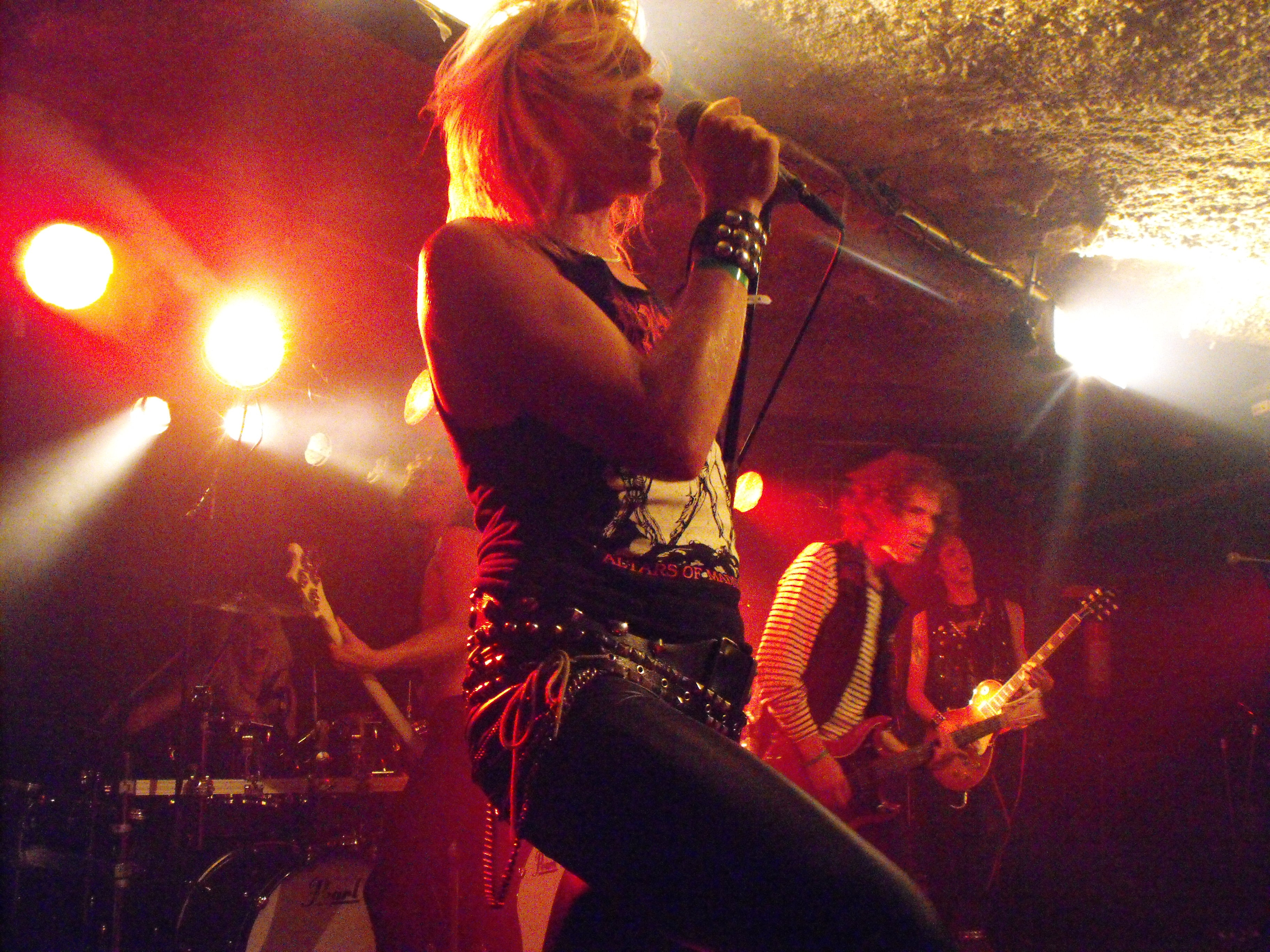
ノルウェー・ベルゲン公演　スカイフェスティバル（2010年8月）

5月にヨーロッパ・ツアーを開始。さらに日本でも同年10月、『ダイアモンズ』と『イントゥ・ザ・ナイト』とを同時発売する形でデビューした。
2011年1月、スウェーデンのミーン・ストリークと共に初来日。日本のSOLITUDEを加えて、東京で公演を行った。日本公演後の3月、ギターのアダム・ゾーシュが脱退。しかし新たなギタリストは迎えずに、オロフがギターを兼任する形で活動を継続。4月からヨーロッパ・ツアーを行う。
2012年、大手のニュークリア・ブラストと契約。翌2013年、バンド自らのセルフ・プロデュースの下にサード・アルバム『デス・バイ・ファイア』を発表。日本盤にはボーナス・トラックが一曲追加されている。
2月よりエンジェル・ウィッチ、グランド・メイガスと共にヨーロッパ・ツアーを行った他、5月には初の南米公演を行った。10月にLOUD PARK13に出演。2014年にはカナダのスカル・フィスト、オランダのVANDERBUYSTらと共に、30公演にも及ぶヨーロッパ・ツアーを行った。
2015年3月、4枚目のアルバム『フロム・ビヨンド』を発表。オロフとヨナスがミキシングから、マスタリングまで手掛けた。日本盤にはカバー曲が3曲収録されたボーナス・トラックが追加された。
同年11月からヨーロッパ・ツアーを経て、初のシンガポール、タイで公演。「JAPANESE ASSAULT FEST 15」のヘッドライナーとして3度目の来日を果たす。このツアーではギターのヨセフが個人的理由により同行できず、サポートとしてヨナタン・ノルドヴァル（ギター）が加わった。
12月、2013年に行われたLOUD PARK13のライブDVDと同年2月のギリシャ公演の音源に新録3曲を追加したバンド初のライブ・アルバム『Live By Fire』を発表。
2019年、ギターのヨセフが自らがボーカルを務めるバンドVOJDの活動に専念するため脱退。サポート参加していたヨナタンが正式メンバーとなった。
4月、前作から4年ぶりとなるアルバム『ゼニス』を発表。日本盤にはボーナス・トラックが一曲追加されている。今作では、オロフ曰く「最も野心的なプロジェクト」として、これまでのスピード･メタル・ナンバーだけでなく、LAメタル風のミドル･テンポによるポップな曲を始め、悲壮感漂うピアノの前奏から始まるバラードタイプ、更にジャズ・ファンクなどの要素も取り入れ、使用楽器もピアノ、シンセサイザーを大胆に導入するなど、音楽性を大幅に押し広げる作品となっている。ちなみにこれらの鍵盤楽器は全てヨナスが担当している。
2021年3月、2019年8月に行われたメキシコでの公演を録音した2作目のライブ・アルバム『ライヴ・バイ・ファイア 2』を発表。本来はライブ・アルバムではなく、ライブ・ビデオを発売する予定だったが、ライブ・ビデオ（DVD）は日本のみリリースされている。ちなみにこのジャケット写真は一般人が撮影した本物のライブ写真であり、オロフがインターネット上で見つけ、撮影者の許可を得て採用されたものである。

## メンバー

### 現ラインナップ
- オロフ・ヴィクストランド (Olof Wikstrand)　- ボーカル (2004年– )、ギター (2004年–2006年、2011年- )
- ヨナタン・ノルドヴァル (Jonathan Nordwall)　- ギター (2019年- )
- トビアス・リンドクヴィスト (Tobias Lindkvist) - ベース (2008年- )
- ヨナス・ヴィクストランド (Jonas Wikstrand) - ドラム (2006年-2007年、2007年-)、ベース (2007年)

### 旧メンバー
- アダム・ゾーシュ (Adam Zaars) - ギター (2006年-2011年)
- ヨセフ・トール (Joseph Tholl) - ギター (2008年-2019年)
- ヤコブ・リュングベリ (Jakob Ljungberg) - ドラム (2007年)

## ディスコグラフィ

### スタジオ・アルバム
- 『イントゥ・ザ・ナイト』 - Into the Night (2008年)
- 『ダイアモンズ』 - Diamonds (2010年)
- 『デス・バイ・ファイア』 - Death by Fire (2013年)
- 『フロム・ビヨンド』 - From Beyond (2015年)
- 『ゼニス』 - Zenith (2019年)
- 『ノスタルジア』 - Nostalgia (2023年)

### ライブ・アルバム
- Live by Fire (2015年) ※CD+DVD
- 『ライヴ・バイ・ファイア 2』 - Live by Fire II (2021年) ※日本盤のみDVD付

### その他のアルバム
- Nightmare Over the UK (2010年) ※Cauldronとのスプリット盤